# Ramirez-Nunatak
Der Ramirez-Nunatak (spanisch Nunatak Ramirez) ist ein Nunatak an der Oskar-II.-Küste des Grahamlands auf der Antarktischen Halbinsel. Er ist einer der zahlreichen Nunatakker auf der Jason-Halbinsel und ragt östlich des Medea Dome auf.
Argentinische Wissenschaftler benannten ihn. Der Namensgeber ist nicht überliefert.